# Dirʿiyya
Dirʿiyya (o al-Dirʿiyya, al-Darʿiyya, al-Diriyah, ad-Dir'iyah o ad-Dar'iyah, in arabo  الدرعية‎?) è una città dell'Arabia Saudita centrale, sita  a circa 20 km a nordovest dalla capitale Riad nella regione del Najd.
Fu sede originale della dinastia Saudita dalla metà del XVIII secolo fino alla sua distruzione definitiva avvenuta nel 1821 per mano dell'esercito egiziano. Da allora venne abbandonata in rovina.
Il quartiere di Ṭurayf è stato dichiarato Patrimonio dell'umanità.

## Geografia fisica
Dirʿiyya è un'oasi attraversata dal Wadi Hanifa, il ché la rende spesso soggetta a inondazioni. Per questo motivo, i giardini di datteri si trovano in molti punti su un gradino rialzato rispetto al fondovalle, protetti da un argine (jurf) o da grandi blocchi di pietra alti fino a 3 m. Gli insediamenti più a monte del uadi sono al-Ilb e al-Awda, entrambi sulla riva destra, mentre sulla sponda sinistra di fronte all'affluente al-Bulayda vi è Ghasiba, ora in rovina.
Una volta che il uadi si dirige verso est, la riva settentrionale è fiancheggiata da una serie di insediamenti come al-Bujayr, dimora del riformatore del XVIII secolo Muḥammad ibn ʿAbd al-Wahhāb e dei numerosi ulam di lui discendenti. Sulla riva meridionale invece sorge il promontorio di al-Turayf, un tempo sede della corte dei Saʿūd.

## Storia
Le antiche cronache affermano che Dirʿiyya venne fondata nel 1446 o 1447, quando Mani' ibn Rabi'a al-Muraydi ricevette i territori di Ghasiba e di al-Mulaybid dal suo parente Ibn Dir' di Hajar al-Yamama. Ghasiba fu inizialmente il borgo di maggiore importanza, ma in seguito venne soppiantata da al-Turayf, ritenuta più difficile da espugnare.
Nel 1721 Sa'dun ibn Muhammad dell'Emirato di Bani Khalid saccheggiò diversi insediamenti sulla riva occidentale, mentre pochi anni dopo Muhammad ibn Sa'ud divenne Emiro di Dirʿiyya. Qui il sovrano collaborò con Muḥammad ibn ʿAbd al-Wahhāb, che nel 1744 aveva lasciato la nativa al-ʿUyayna, per affermare l'autentica versione dell'Islam in tutta la terra degli arabi. Questo sodalizio fu impattante tanto da sottomettere l'intera Penisola arabica al dominio di Dirʿiyya all'inizio del XIX secolo.
Lo storico Othman Bin Bishr descrive l'allora capitale dei Saʿūd come un ricco centro cosmopolita. Il primo e unico europeo a farvi visita in quel periodo fu J. L. Reinaud, un olandese o inglese di lingua araba inviato lì nel 1799 da Samuel Manesty, che era di stanza nella Compagnia britannica delle Indie orientali a Bassora. Reinaud, che trascorse una settimana nell'oasi, ne rimase impressionato dalla semplicità e dalla cupa ospitalità degli abitanti.
Ibrāhīm Pascià d'Egitto assediò la città per sei mesi sino alla definitiva resa di Muḥammad ibn ʿAbd al-Wahhāb nel 1818. Una volta tornato in Egitto, Ibrāhīm Pascià ordinò nel 1819 la distruzione di Dirʿiyya. Diversi tentativi di reinsediare la dinastia saudita nella città da parte di alcuni discendenti furono vani.